# 슈팅 (드라마)
《슈팅》은 1996년 9월 2일부터 1996년 10월 1일까지 방송된 KBS 2TV 월화 드라마이다.

## 기획 의도
만년 꼴찌인 청동대 축구팀이 우승팀으로 탈바꿈하는 과정에서 펼쳐지는 젊은이들의 승부와 사랑을 그린 드라마

## 방송 일시
| 방송 채널 | 방송 기간                 | 비고 |
| --------- | ------------------------- | ---- |
| KBS 2TV   | 1996년 9월 2일 ~ 10월 1일 | 종료 |

## 등장 인물
- 이승우 : 김영웅 역 (아역: 김성민 → 최정)

청동대학교 사회체육학과 1학년 학생. 20세. 9년 전이자 국민학생(초등학생) 4학년 및 11세 시절 김인 감독을 졸라 바닷가에서 축구 훈련을 받은 인물로 축구 분야에 있어서는 월드 스타이다. 국민학교(초등학교)에 입학하기도 2년 전(6세 시절)에 친할아버지 댁에서 추석을 쇠던 중에 갑자기 비행기 추락 사고로 인하여 부모를 여읜 그는 이후부터 친할아버지의 양육하에 자랐고 훗날 장성하여 한강대 축구부 주장 백지훈의 배다른 여동생 백진아를 좋아한다. 고교 졸업 후 프로축구단 오성전자에 입단을 하려 했으나 김인 감독과의 인연으로 약체인 청동대에 입학한다.
- 김동수 : 최한별 역 (아역: 인병국 → 김태진)

청동대학교 생물학과 3학년 학생. 병역면제 처분을 받기도 한 25세. 주력이 뛰어난 인물. 그러나 의외로 20세 시절 청동대학교 축구부 1학년 2학기 말엽 때까지 심적 방황을 하여 결국 청동대학교 축구부 시절에는 3년간의 휴학기를 비롯한 자성(자아성찰)의 시절을 보낸 그는 24세 때 비로소 2학년 1학기를 복학. 아울러 육상 선수로 활약해도 손색이 없을 만큼 놀라운 주력을 가지고 있다. 그러나 애석하게도 청각장애를 가지고 있다. 그래서 남들보다 스타트가 늦다. 그러나 입 모양을 보면 무슨 말을 하는지 인지한다. 어려서 국민학교 4학년(11세)과 국민학교 5학년(12세)이라는 시절에 조실부모, 즉 부모님을 어린 시절 병으로 여의고 아르바이트로 동생 뒷바라지를 하며 장학금을 받아 공부하는 인물. 축구부에는 입단을 할 생각이 없었으나 아르바이트비를 지급해준다는 김인 감독의 설득으로 축구부에 들어온다. 엉터리로 돈을 벌어 본 적은 없다며 그 동안 받은 아르바이트비를 차라리 돌려준 뒤 축구부를 그만두려 했으나 김인 감독이 "너는 내가 고용했다. 따라서 해고 여부 또한 내가 결정한다."고 말해 결국 축구부에 남게 되는 인물이다.
- 김동현 : 청동대 축구부 감독 김인 역

현역 시절 축구 한일전 당시 페널티킥 실축으로 인해 폐인 신세로 전락하게 되고 이후 바닷가에서 작은 가게를 운영한다. 그러던 중 바닷가에서 김영웅을 만난다. 이후 김영웅에게 축구의 기본기를 지도한 인물. 청동대에서 감독 제의를 받고 수락하여 김영웅 최한별 장준 표왕수를 축구부로 끌어온다.
- 김정화 : 백진아 역

청동대 미술학과 학생. 한강대 축구부 주장 백지훈의 여동생. 그러나 실제로는 백지훈의 친여동생이 아니다.
- 박준규 : 강준호 역

청동대 경영학과 학생이며 해병 특수수색대를 전역한 인물로 해병임을 자랑으로 삼고 있다. 뒷골목 건달 같기도 한 인물이다. 룸살롱 준을 경영하는 홀어머니 밑에서 성장했다. 청동대 축구부 수비수.
- 김지남 : 주단비 역

청동대 신문방송학과에 다니는 여학생이다 김영웅을 짝사랑해 축구부 매니저가 되겠다고 축구부에 찾아 들어온 여학생.
- 윤다훈 : 백지훈 역

한강대 축구부 주장이며 백진아의 오빠이다. 김영웅에게 지금도 늦지 않았으니 한강대로 들어올 것을 끈질지게 설득하는 인물이다.
이진선 ㅡ 나써니 역 ; 치어리더
- 이혜숙 : 식당 주인 역

김인 감독 딸의 식사를 책임져주는 식당 주인. 슬하에 아들 하나를 두고 있다. 남편과는 사별함.
- 주호성 : 월드컵 식당 사장 역.

축구 매니아이며 식당 사장.
- 허준호 : 표왕수 역

어려서부터 소년원을 안방 드나들듯 드나든 인물이다. 김인 감독 부인의 지갑을 소매치기 한 후 쫓아온 김인 감독 부인이 교통사고로 사망하자 죄책감을 느끼고 그 자리에서 자수한 인물. 골키퍼로서의 능력이 탁월해 황금의 손이라고 불린다. 고졸학력 대입 검정고시에 응시하여 전국수석 합격을 차지하고 청동대 법대에 입학한다. 학부 내에서도 인정받는 우등생이다. 김인 감독의 천거로 축구부에 들어온다. 주단비를 짝사랑한다.
- 김형일 : 한강대 축구부 감독 역

현역 시절 스타 플레이어. 그러나 현역 시절 김인 감독에게 한번도 이겨보지 못한 열등감을 가지고 있다.
- 박재훈 : 장준 역

닥터 J라는 닉네임으로 불리는 청동대학교 의과대학 의대생. 스트리트 싸커에 매료되어 예과 2학년 1학기 때 낙제를 하기도 한다. 스트리트 싸커를 관전하러 온 김인 감독의 눈에 들어 축구부에 들어온 인물 최한별을 도와주며 서로의 우정을 확인하기도 하는 인물이다.
- 조현숙 : 장태경 역

청동대학교 원자핵공학과 4학년. 청동대학교 의과대학 의대생 장준의 누나.
- 박영지 : 청동대 체육부장 역

김인 감독을 축구부 감독으로 천거한 인물로 불모지대와 다름없는 축구부를 일으키고 싶어한다.
- 정영금 : 주단비의 어머니 역

서울 출생이지만 친정어머니가 일제 시대 이북 강원도 통천 출생인지라 부군(남편)을 상배한 후에도 뚝배기 해장국 식당 운영을 하며 액수를 벌고벌어 이북 후손의 피로써 버틴 용광로 같은 여인.
- 변신호 : 주단비의 외할머니 역

일제 강점기 이북 강원도 통천 출생이지만 아직 일제 시대 시절에 경성부(서울)로 이주하였으며 결혼하여 외동딸 득녀하고 부군을 상배하고 나서도 액수벌이에 열중코저 남의집 식모·침모 등 안해본 남의집 허드렛일이 없는 소위 대가 센 여인.
- 김형자 : 강준호 어머니 역

룸살롱 준을 운영하고 있다. 홀로 강준호를 키워낸 어머니 후에 강준호에게 번듯한 사업체를 물려줄 것이라고 말한다. 아들인 강준호가 축구부에서 활동하는 것을 못마땅하게 생각한다. 그래서 아들에게 몸 축나고 돈 안되는 축구 나부랭이 해봐야 아무 소용 없다고 말한다.
- 이광기 : 한강대 축구부원 역

- 홍일권 : 한강대 축구부원 역

- 임호진 : 한강대 축구부원 역

- 김준모 : 한강대 축구부원 역

- 최석구 : 한강대 축구부원 역

- 강민석 : 한강대 축구부원 역

- 함석훈 : 한강대 축구부원 역

- 손종범 : 한강대 축구부원 역

- 김덕현 : 한강대 축구부원 역

- 최재원 : 한강대 축구부원 역

- 김광영 : 한강대 축구부원 역

- 안성민 : 한강대 축구부원 역

- 이종만 : 김영웅의 할아버지 김성원 역

전직 동네 이장 출신의 전직 동네 면장 지낸 시골 동네 지역 유지
- 황준원 : 최한별의 동생 최한욱 역 (아역: 황규철 → 지윤환)

양포전문대학 기계설비학과 1학년 휴학. 21세. 공군 사병 일등병 복무.
- 박유승 : 최한별 최한욱의 아버지 최석계 역

병으로 인하여 일찍 사망
- 박은영 : 최한별 최한욱의 어머니 양정찬 역

병으로 인하여 일찍 사망(부군 최석계를 병으로 사별한지도 그 이듬해인 13개월만에 병으로 사망)
- 정욱 : 백지훈 백진아의 아버지 백홍기 역. 전처와 사별하였으며 전처와 혼인 시절 외도로써 막내딸 백진아를 얻었다.

- 태현실 : 백지훈 백진아의 새어머니 태상준 여사 역

- 이대로 : 청동대학교 총장 이국재 교수 역

- 김시원 : 청동대학교 부총장 김은협 교수 역

- 이주화 : 룸살롱 준 호스티스 역

- 이기영 : 표왕수의 건달 선배 역

- 김동석 : 강 형사 역

- 김세민 : 김 형사 역

## 참고 사항
- 2002년 FIFA 월드컵 유치를 기념해 제작된 드라마로, 제목으로는 '논스톱', '슈팅'이 거론되었으나 '슈팅'으로 확정되었다.[2]
- 1995년 미스코리아 대전-충남 진 출신인 김정화는 해당 작품을 통해 첫 드라마 출연을 했다. 김정화는 <슈팅>에 앞서 HBS <작은 영웅들>에 캐스팅되었으나 학업 문제로 포기했으며 SBS <도시남녀>의 주연과 <이홍렬쇼>의 MC로 동시에 캐스팅됐지만 <도시남녀> 촬영 첫날 급성맹장염에 걸려 결국 두 프로그램을 그만둬야 했다.[3]
- 만화적인 인물 설정과 도식적인 스토리 등 수준 이하의 전개로 비난을 받았다.[4]
- 당초 18부작이었으나, 동시간대 MBC <애인>과 SBS 사극 <만강>으로 인한 시청률 부진으로 8편 축소된 10회 만에 조기종영됐다.[5]
- 앞서 거론한 것처럼 소위 만화적인 설정으로 인하여 1996년 최악의 드라마 2위에 선정되는 불명예를 안았다.[6]